# ヘリワード・ザ・ウェイク

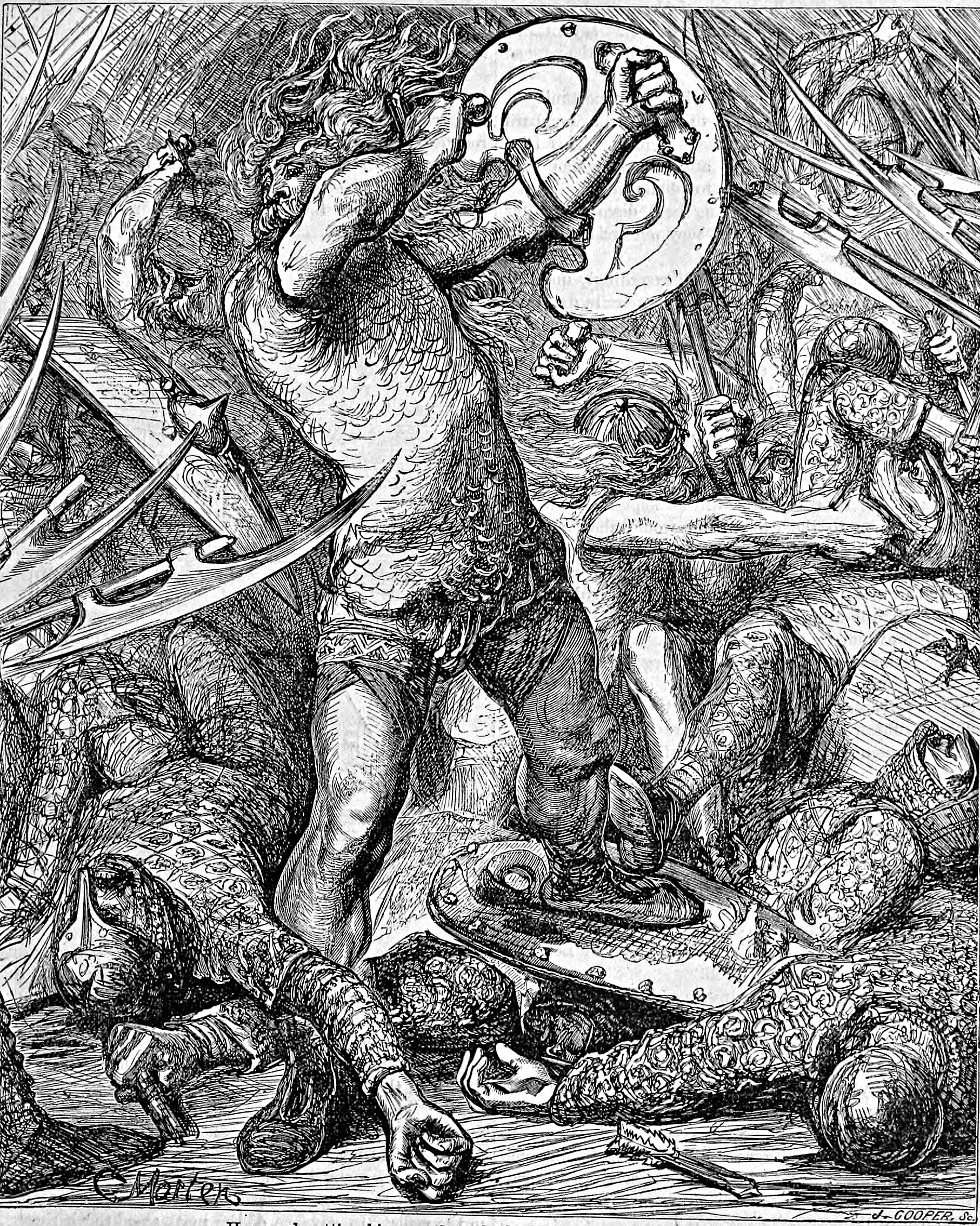
ヘリワード・ザ・ウェイク

ヘリワード・ザ・ウェイク（Hereward the Wake、生没年不明）はノルマン・コンクエスト後に、ノルマン人に抵抗して、所領を奪われアウトローになった伝説的なサクソン人（または、デーン人）貴族で、ロビン・フッドのモデルの一人とも言われる。ヘレワード、ヒアワードとも。ウェイクは後世についたあだ名であり、「注意深い」、「油断しない」という意味で、日本では「油断のないヘレワード」などと表記されることもある。
伝説的にはマーシア伯レオフリック(とゴダイヴァ夫人)の息子とされることが多いが、近代の研究では、その名前と活動範囲からイングランド北東部に定住していたデーン人ではないかと考えられており、以降それに従って記述する。
ヘリワードはヨークシャーのピーターバラ修道院配下の領主であったが、既にノルマン・コンクエスト以前にノルマン人に依存するエドワード懺悔王に反抗して追放を受けている。その後、フランドル伯の元で傭兵をしていたが、ノルマン・コンクエスト後にイングランドに戻り、1070年ごろ襲来したデーン人の一団とともにウォッシュ湾近くのイーリー島(en)に集結し、ピータズバラ修道院をはじめとして周辺の攻撃、略奪を行った。
1071年にノルマン人の追討を受け、イーリー島は陥落するが、伝説ではヘリワードは逃れて、その後も周辺の湿地地帯に隠れ抵抗を続けたが、やがてウィリアム征服王に降伏し許されたと言う。